# Acantilados de Moher
Los acantilados de Moher (en inglés: Cliffs of Moher; en irlandés: Aillte an Mhothair) se encuentran en el límite suroccidental de la región de El Burren (del irlandés Boirinn, ‘distrito rocoso’), zona famosa también por sus castillos, cuevas y una rica historia celta, cerca del pueblo de Doolin, en el condado de Clare de la República de Irlanda.
Los acantilados de Moher toman su nombre de las ruinas del fuerte Mothar, que fue demolido durante las guerras napoleónicas para dar lugar a una torre de señales. La torre de O’Brien (O’Brien’s Tower) es una torre circular de piedra que se encuentra aproximadamente en la mitad de los acantilados. Fue construida por Sir Cornellius O’Brien en 1835 como mirador para los cientos de turistas que acudían al lugar incluso en aquel tiempo.

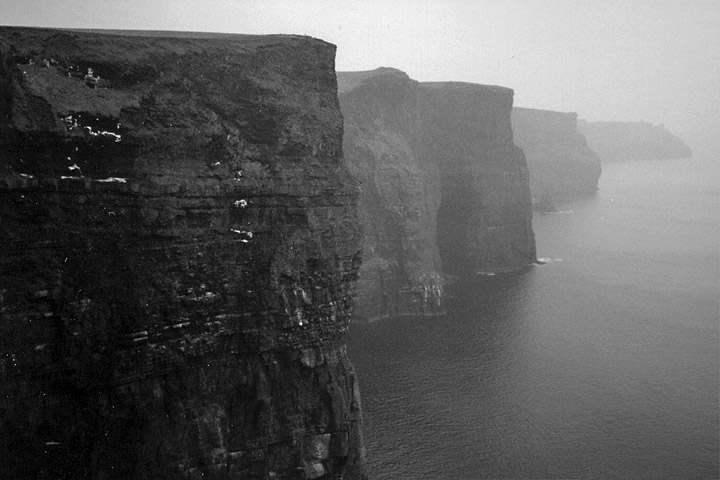
Acantilados de Moher

Los acantilados se elevan 120 m sobre el océano Atlántico en el punto llamado Hag's Head y se extienden a lo largo de 8 kilómetros hasta alcanzar una altura de 214 m.
Desde lo alto de la atalaya de la torre se pueden ver las islas Aran y la bahía de Galway, y al fondo las montañas Maumturk en Connemara.
Los acantilados son una notable atracción turística, por lo que existe un centro de visita y un estacionamiento en el lugar. Hay un sendero que recorre los acantilados en toda su longitud.
Son las estructuras rocosas naturales más antiguas de Irlanda, los geólogos ubican el periodo de su formación hace 300 millones de años.  Estas majestuosas formaciones rocosas se abren hacia el océano Atlántico ofreciéndole a un observador la sensación de estar al borde de una pared abrupta.
Están cerrados al turismo debido a problemas de seguridad.

## Cine y televisión
Los acantilados de Moher aparecen como los “Acantilados de la Locura“ (Cliffs of Insanity) en la película de 1987 The Princess Bride, en 2008 sirvieron de escenario para rodar el vídeo "L'amore" del dúo italiano pop Sonohra y para la película Harry Potter y el misterio del príncipe (2009) y en 2011 fueron utilizados por el grupo de rock estadounidense Maroon 5 para grabar el vídeo del sencillo "Runaway". También en estos acantilados, el grupo The Kelly Family posó para las fotografías de su disco "Over The Hump". El grupo irlandés Westlife también usó los acantilados como emplazamiento para promocionar Irlanda con su vídeo "My Love" primer sencillo del álbum "Coast to Coast".
Salen en la película Un deseo irlandés.

## Galería

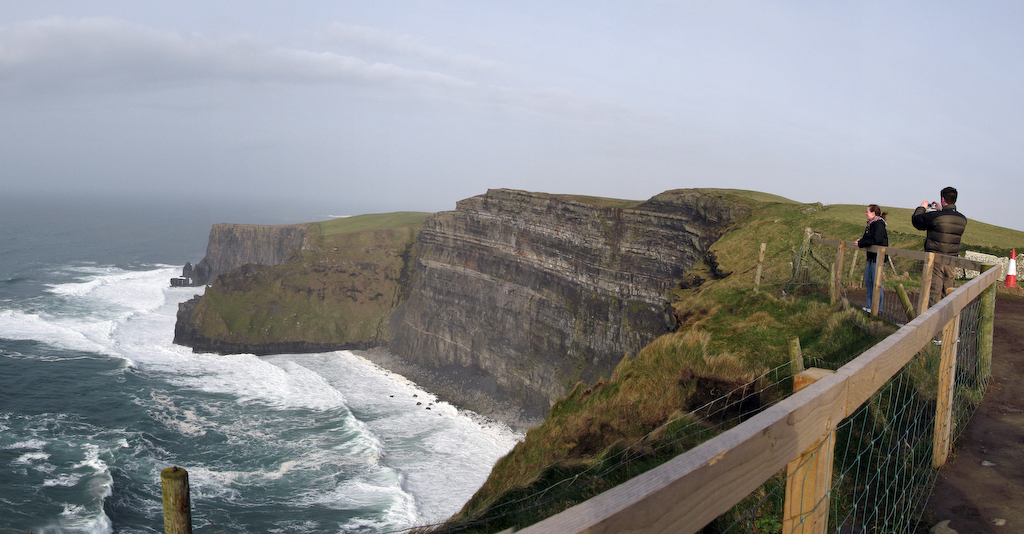
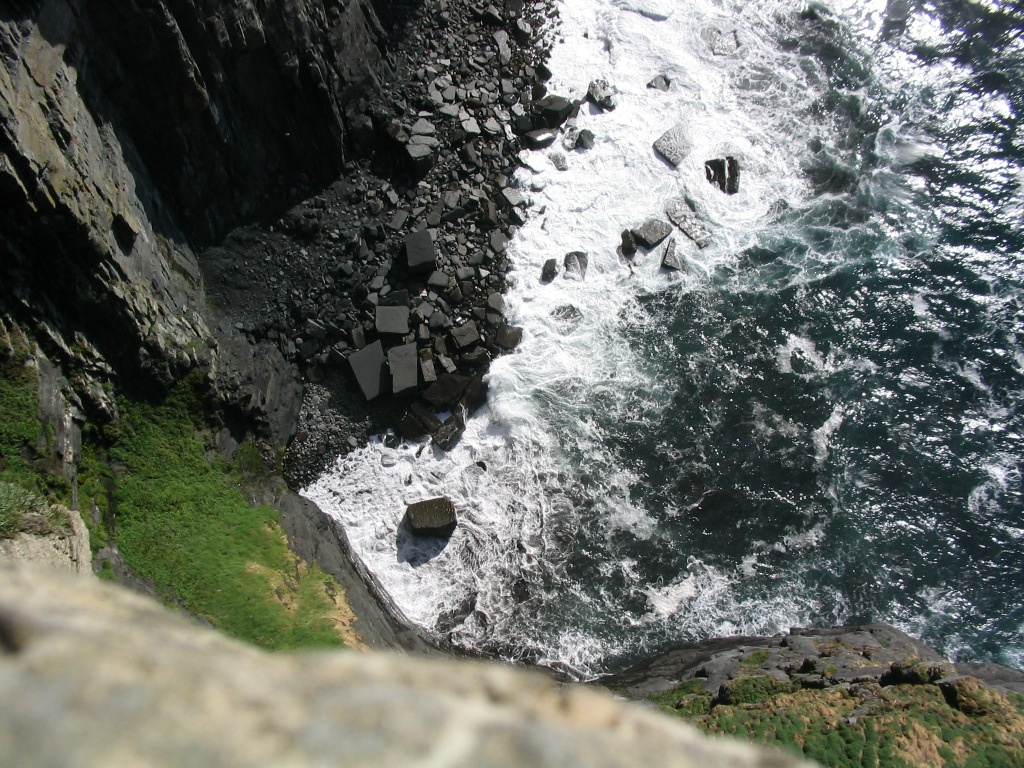
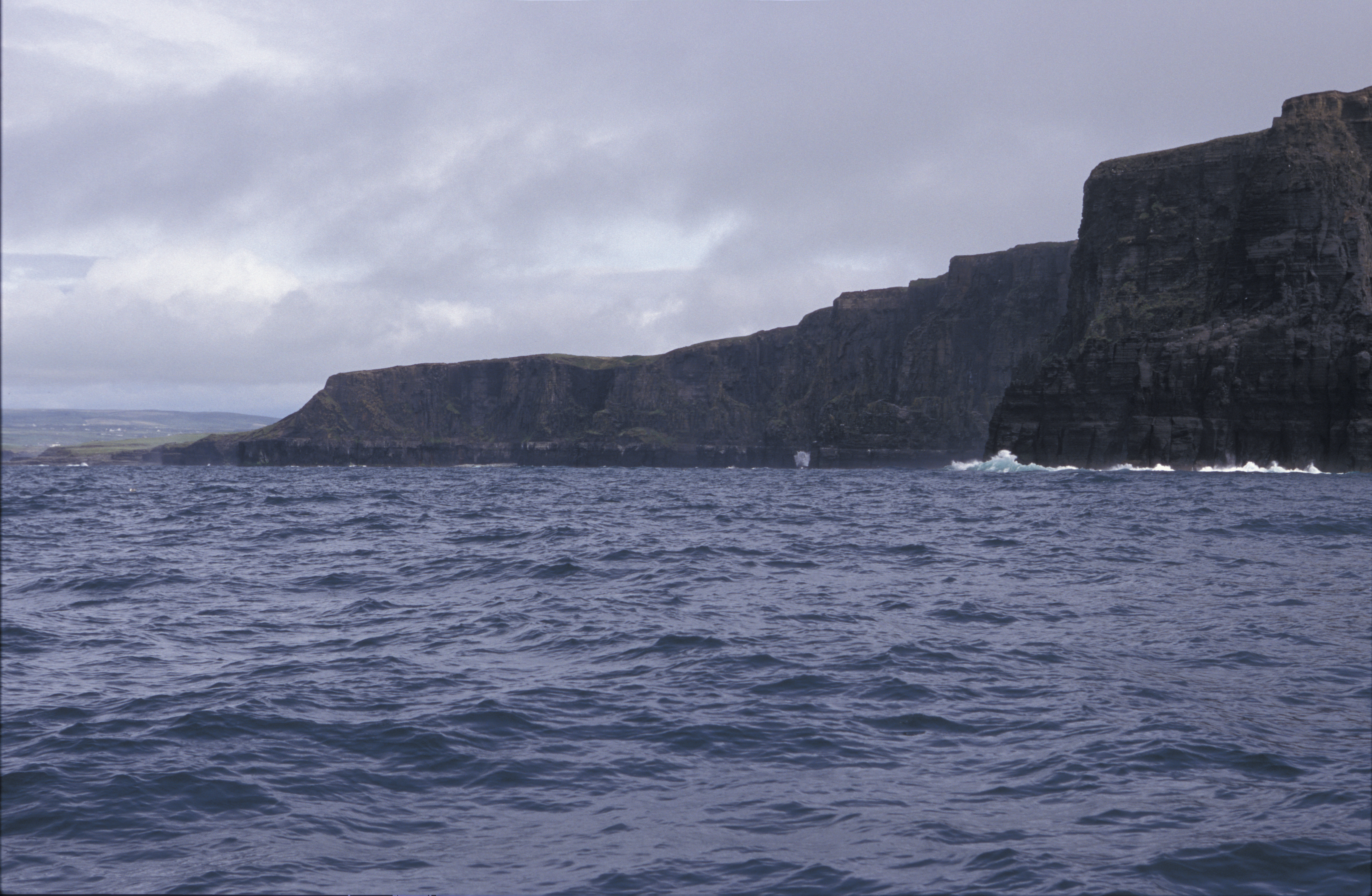
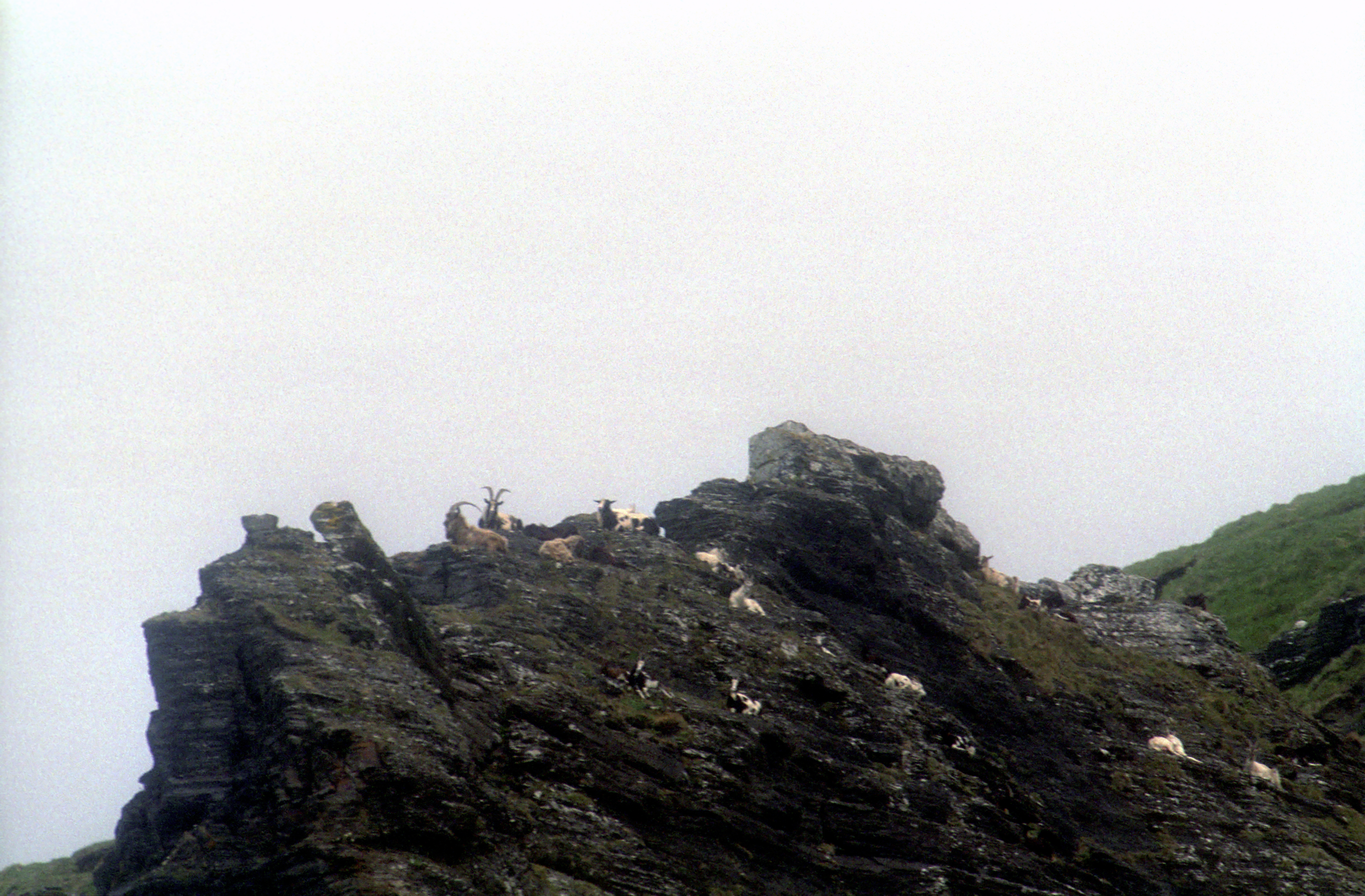
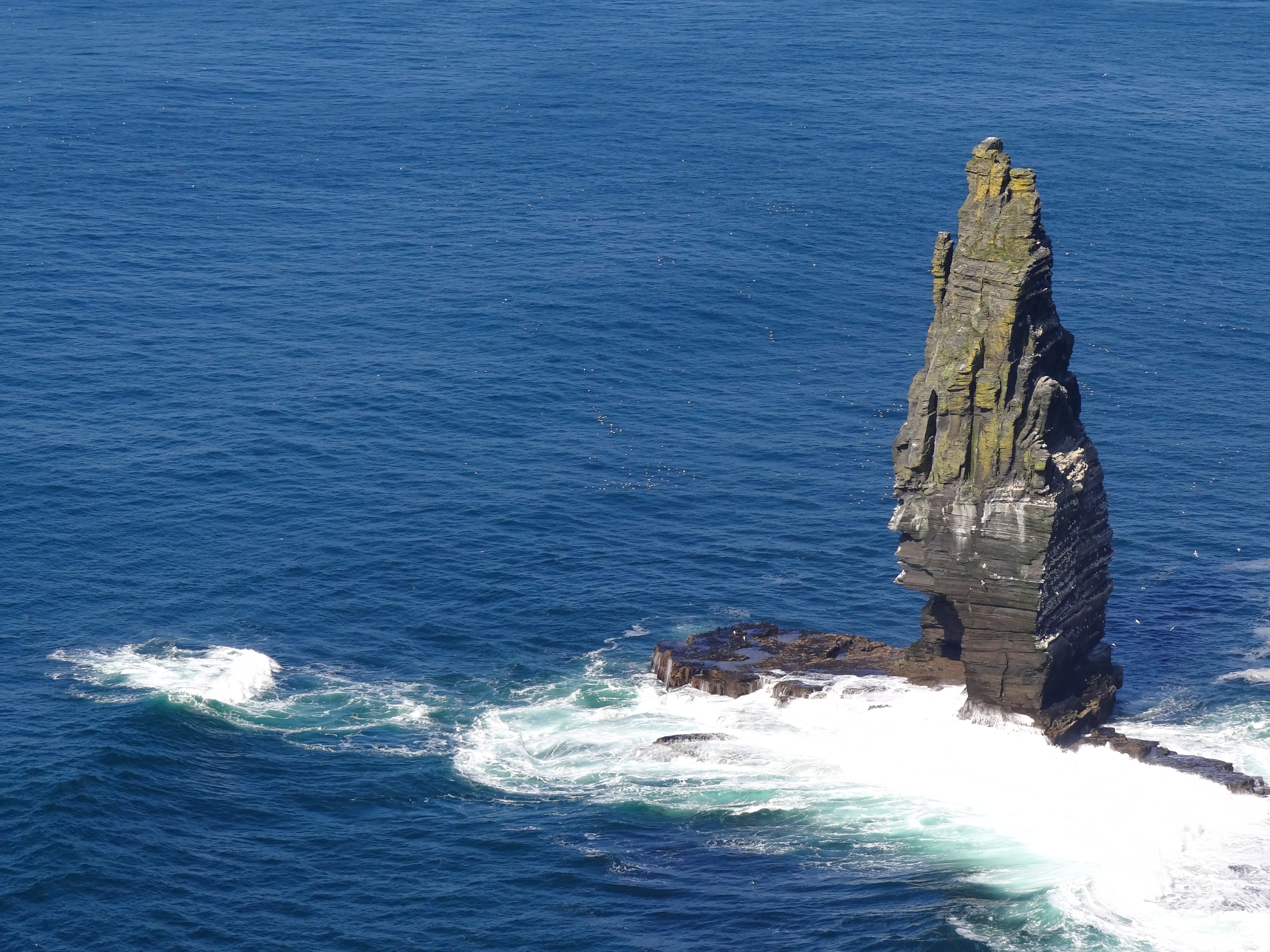
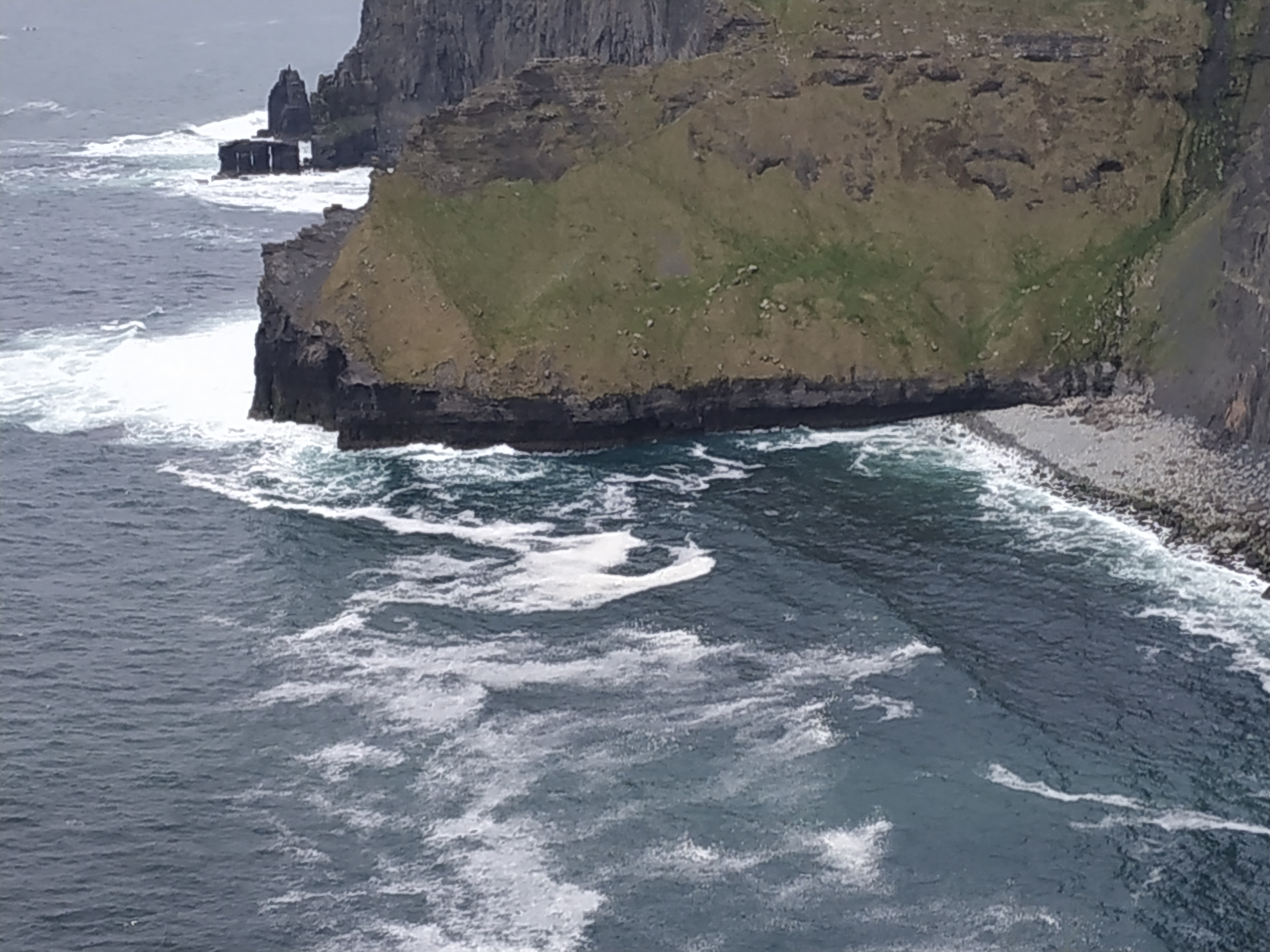